# Luís Paulo da Silva
Luís Paulo da Silva (sinh ngày 4 tháng 12 năm 1989) là một cầu thủ bóng đá người Brasil.

## Sự nghiệp câu lạc bộ
Luís Paulo da Silva đã từng chơi cho Consadole Sapporo, Fukushima United FC và Mito HollyHock.